# RP-46
RP-46 là loại súng máy hạng nhẹ do A.I. Schily, P.P. Polyakov và A. Dubinin cùng thiết kế dựa trên khẩu Degtyarov DP được Liên Xô đưa vào sản xuất năm 1946.

## Thiết kế
RP-46 sử dụng cơ chế nạp đạn bằng khí nén với các cơ chế hoạt động giống như các khẩu DP nhưng cũng có điểm khác biệt. Sau khi khẩu súng máy RPD được giới thiệu để đưa và sử dụng ở cấp tiểu đội sử dụng loại đạn súng trường ngắn. Thì những khẩu súng sử dụng loại đạn dài và mạnh tiêu chuẩn của những khẩu súng trường cũ trước đó được phân vào trang bị cho các cấp đại đội. Hỏa lực từ việc tiếp đạn từ hộp đạn dạng đĩa 47 viên của khẩu DP trước đó bị xem là không đủ mạnh khi lên cấp này vì thế cơ chế tiếp đạn bằng dây đạn đã được sử dụng để có thể cung cấp khả năng bắn lâu hơn, tuy nhiên hộp đạn đĩa vẫn được sử dụng với loại súng này để có thể dùng chung hộp đạn với các khẩu DP vốn được chế tạo rất nhiều còn cơ chế tiếp đạn bằng dây đạn được chế tạo như một khối phụ trợ có thể gắn vào sau một cách nhanh chóng khi cần thiết. Nòng súng cũng được thay bằng một nòng khác nặng hơn và có khả năng tháo ráp một cách nhanh chóng để duy trì khả năng bắn liên tiếp mà không bị quá tải nhiệt quá nhanh.

## Sử dụng
RP-46 cùng với các khẩu Degtyarov DP đã được sử dụng qua nhiều cuộc chiến khác nhau ở nhiều quốc gia. Tại Liên Xô thì RP-46 được sử dụng để chiến đấu cho đến năm 1960 khi nó bắt đầu được thay thế bởi các khẩu súng máy đa chức năng PK. RP-46 hiện vẫn được sử dụng ở nhiều quốc gia khác nhau và Trung Quốc cũng đã chế tạo một lượng lớn loại súng này với tên Kiểu 58.

## Các nước sử dụng
- Liên Xô
- Nga
- Albania
- Algeria
- Angola
- Benin
- Comoros
- Cộng hòa Congo
- Trung Quốc
- Việt Nam
- Cộng hòa Trung Phi
- Cộng hòa Dân chủ Nhân dân Triều Tiên
- Ethiopia
- Lào
- Libya
- Nigeria
- Seychelles
- Somalia
- Sudan
- Tanzania
- Togo
- Cuba